# Braian Ojeda
Braian Óscar Ojeda Rodríguez, noto semplicemente come Braian Ojeda (Itauguá, 27 giugno 2000), è un calciatore paraguaiano, centrocampista del Real Salt Lake.

## Caratteristiche tecniche
È un mediano.

## Carriera

### Nazionale
Con la nazionale Under-20 paraguaiana ha preso parte al campionato sudamericano 2019

## Palmarès

### Club

#### Competizioni nazionali
- Campionato paraguaiano: 2

Olimpia: Apertura 2018, Clausura 2018